# 埃里希·馮·德姆·巴赫-策萊夫斯基
埃里希·尤利烏斯·埃伯哈德·馮·德姆·巴赫-策萊夫斯基（德語：Erich Julius Eberhard von dem Bach-Zelewski；1899年3月1日—1972年3月8日）是納粹德國的高級親衛隊指揮官。1944年，他對華沙起義進行野蠻鎮壓。
儘管他對許多戰爭罪和危害人類罪負有責任，但巴赫-策萊夫斯基並未在紐倫堡接受審判，而是作為證人。然而在後續的審判他仍被判處無期徒刑，並於1972年在監獄中去世。

## 生平

### 早年生活
埃里希·冯·泽莱夫斯基於1899年3月1日出生在普鲁士勞恩堡的一個卡舒比人家庭。他在1933年合法地將“von dem Bach”加入了姓氏。1940年11月28日，他刪除了他的姓氏中的泽莱夫斯基（Zelewski）的部分，因為它起源於波蘭語。巴赫-策萊夫斯基為了打動他的上司，在他的職業生涯中多次變更了他的姓名。
雖然他為波蘭貴族之後，但他在貧困中成長。1914年11月，他投身軍旅，加入了德意志帝國陸軍第176步兵團，並參與第一次世界大戰。在1916年3月1日，巴赫被晉升為少尉。一戰後，他留在了國家防衛軍，並參加了镇压西里西亚起义。1924年，他離開軍隊，並回到他位於波格丹涅茨的農場。同年，他加入了邊疆防衛隊。

### 纳粹时期
1925年10月23日，他合法地將他的姓名改為馮·德姆·巴赫-策萊夫斯基（von dem Bach-Zelewski）。1930年7月，他離開了邊疆防衛隊，並加入了納粹黨。 1931年2月15日，他成為親衛隊的一分子，並於1933年12月15日獲得親衛隊旅隊領袖的階級。此外，在1932年7月的選舉中，巴赫-策萊夫斯基在布雷斯劳選區當選國會議員，此後便擔任國會議員直至戰爭結束。他也參加了1934年的長刀之夜，並利用這個機會，謀殺他的競爭對手安东·冯·霍恩贝格和布赫瓦尔德。1934年2月1日至1936年2月15日期间，期間，「東北」大區區長（SS-Oberabschnitt "Nordost"）。1934年7月11日，巴赫晉升為親衛隊地區總隊長。由於與納粹黨東普魯士大区长官埃里希·科赫不和，巴赫於1936年2月15日被調往西利西亞任親衛隊區長（Oberabschnitte Südost）。